# Dlouhé
Dlouhé (dt. Dlouha, auch Dlauhy) ist eine Gemeinde in Tschechien. Sie liegt sieben Kilometer südöstlich von Nové Město na Moravě und gehört zum Okres Žďár nad Sázavou.

## Geographie
Dlouhé befindet sich in der Böhmisch-Mährischen Höhe in der Talmulde das Baches Račický potok. Nördlich erhebt sich der Hory (627 m), im Osten der Na Strážích (597 m) und südöstlich der Křiby (571 m). Im Westen liegt die Bukůvka (600 m) und nordwestlich der Kopec (654 m). Dlouhé erstreckt sich in elliptischer Form um einen Teich, der 1984 zum Löschwasserteich hergerichtet worden ist.
Nachbarorte sind Křídla im Norden, Branišovský Mlýn und Branišov im Nordosten, Ráčkův Mlýn im Osten, Zvole und Račice im Südosten, Bobrová im Süden, Podolí im Südwesten, Lánský Dvůr und Radešínská Svratka im Westen sowie Nová Ves u Nového Města na Moravě im Nordwesten.

## Geschichte
Das Dorf wurde wahrscheinlich am Übergang vom 13. zum 14. Jahrhundert gegründet. Es gehörte zu den Besitzungen des Geschlechts der Křižanovský von Lomnitz und wurde von diesen vermutlich an deren Edelknechte aus dem Teltscher Vladikengeschlecht de Dlúhé weitergereicht, die als Lokatoren angesehen werden.
Seine erste urkundliche Erwähnung erfolgte im Jahre 1407, als Milota von Křižanov im Einverständnis mit den Miteigentümern Erhard von Sakl und Elena von Křižanov die Einkünfte aus einer Hälfte des Dorfes in der Landtafel als Teil einer Mitgift an Anna von Střítěž überschrieb. Sie übertrug die Einnahmen im gleichen Zuge an ihren Mann Prokop von Svratka. Aus dieser Zeit sind auch zahlreiche Besitzstreitigkeiten und Klagen innerhalb des Geschlechts von Křižanov überliefert. 1407 klagte Sezama von Tasov einen Teil des Dorfes von Zikmund von Křižanov ein. 1412 erhielt Sezama von Tasov noch größere Waldgebiete bei Dlouhé zugesprochen. Wegen offener Zahlungen wurde Dlouhé 1417 zusammen mit Křídla gerichtlich Petr von Janovice zugesprochen, der als Vormund für die Witwe des Ješek von Zwole, Anna von Rojetín, auftrat. 1418 erfolgte eine Teilung des Erbes von Ješek von Zwole. Dabei wurde Dlouhé aufgeteilt und Zikmund von Křižanov eine jährliche Zahlung für seinen Anteil zugesprochen. Nachfolgend gehörte eine Hälfte von Dlouhé Hynek von Zwole und die andere seinem Vetter Zich von Svratka. 1446 klagten die Geschwister Machna und Anežka von Křižanov und verlangten die Herausgabe des ihnen zustehenden Anteils aus dem Erbe ihres Bruders Jan von Křižanov. Auch das Zisterzienserkloster Saar machte 1447 Ansprüche wegen vorenthaltenen Kirchenzehnts des zur klösterlichen Pfarre Horní Bobrová gepfarrten Dorfes gegen Hynek von Zwole geltend. Zich von Svratka hatte von seinem Teil fünf Hufen seiner Frau Kunka von Janovice zugeschrieben. Die Klage der Schwestern von Křižanov blieb erfolglos und endete zugunsten von Zich von Svratka und Hynek von Zwole.
1464 erwarb Johann von Pernstein Dlouhé und schloss das gesamte Dorf seiner Herrschaft Pernstein an. Um 1500 wurde Dlouhé Teil der Herrschaft Nové Město. Diese wurde 1587 durch die Brüder Johann und Maximilian von Pernstein an den Vladiken Wilhelm Dubský von Třebomyslice verkauft. 1617 kam es erneut zu einem Streit zwischen dem Kloster und den Herren von Dubský wegen des rückständigen Kirchenzehnts. Nach der Schlacht am Weißen Berg wurde Kardinal Franz Xaver von Dietrichstein Besitzer des Dorfes; er ließ 1625 ein Grundbuch anlegen.
Nachfolgende Besitzer waren die Kratzer von Schönsberg. Simon Kratzer von Schönsberg ließ um 1640 östlich von Dlouhé im Tal der Olešná einen Hochofen und Eisenhammer anlegen, um den die Siedlung Frankfurt entstand. Nach dessen Tod schlossen seine Söhne 1660 einen Erbvertrag über den verschuldeten Nachlass, der aus dem Dorf Dlouhé und Zubehör sowie aus mehreren Häusern in Prag bestand. Der jüngste Sohn Franz Adam wurde mit 15.000 Rheinischen Gulden ausgezahlt und Dlouhé als selbständiges Gut weitergeführt.
1818 wurden 18 Häuser des Dorfes bei einem Großfeuer vernichtet. Nach der Aufhebung der Patrimonialherrschaften bildete Dlouhé ab 1850 eine Gemeinde im Bezirk Neustadtl. Zu dieser Zeit hatte das Dorf 439 Einwohner. 1876 entstand nordwestlich des Dorfes in den Wäldern an der Zátoka das herrschaftliche Forsthaus Zátoky. Im Jahre 1887 erfolgte der Bau der Straße von Bobrová nach Dlouhé. 1893 folgte die Straßenverbindung ins nordwestliche Nová Ves u Nového Města na Moravě. Zwei Jahre später wurde die Verbindungsstraße nach Radešínská Svratka errichtet, die heute als Fahrweg zwischen beiden Dörfern dient. 1947 wurde die Gemeinde im Zuge der Auflösung des Okres Nové Město na Moravě dem Okres Žďár nad Sázavou zugeordnet. 1994 erwarb die Gemeinde das Anwesen „U Pávků“ und baute dieses zwischen 1995 und 1998 zu einem Kulturzentrum aus.

## Ortsgliederung
Für die Gemeinde Dlouhé sind keine Ortsteile ausgewiesen. Zu Dlouhé gehören die Einschichten Ježkov (Frankfurt) und Zátoky.

## Sehenswürdigkeiten
- Glockenturm des hl. Florian, errichtet 1874 bis 1875. Für das Heiligenbild spendete die Vorsteherin des Brünner Adeligen Damenstiftes „Maria Schul“ Rosa Freiin Milius-Malowetz der Gemeinde eine Summe von 600 Gulden.
- Friedhof, angelegt 1888 als evangelischer Friedhof der Gemeinden Dlouhé und Račice
- Gedenkstein für die Opfer des Ersten Weltkrieges, errichtet 1924
- Schlackenhalde in Ježkov